# Casa Carcaño
La Casa Carcaño es un inmueble de estilo art decó situado en la calle Cardenal Cisneros del Ensanche Modernista de la ciudad española de Melilla que forma parte del Conjunto Histórico Artístico de la Ciudad de Melilla, un Bien de Interés Cultural.

## Historia
Construido entre 1934 y 1935 según proyecto del arquitecto Enrique Nieto para la familia Carcaño

## Descripción
Consta de planta baja y tres sobre esta y está construida con paredes de mampostería de piedra local y ladrillo macizo, con vigas de hierro y bovedillas de ladrillo tocho para los techos y dispone de planta baja, cuatro sobre esta y otra retranqueada.
Su fachada principal consta de unos bajos, los de la izquierda transformados, siendo el central el de ingreso al portal, presentando los pisos superiores ventanas con arquitrabes y con arcos en la planta principal, con balcones con balaustradas, central y esquinas de la principal, balconada en el centro y miradores en los chaflanes de las esquinas de la primera planta, contando con una segunda planta que no ocupa toda la superficie y rematándose todo con la gran cornisa y la balaustrada.